# Mater lectionis
Una mater lectionis (locuzione latina che significa "madre di lettura", in ebraico אם קריאה‎)
è una consonante di un abjad adoperata per trascrivere suoni vocalici.
L'origine di questa locuzione è attribuita al grammatico Agathius Guidacerius, che la utilizzò nella sua opera Peculium Agathi (1537).
Ad esempio, in ebraico la vocale i è rappresentata dal segno hireq, che è disegnato come un punto singolo posto al di sotto della consonante che precede la vocale. La mater lectionis della i è uno yod che segue la consonante (a sinistra): questa lettera non è più una consonante, non si pronuncia, ma serve ad indicare la forma pienamente scritta della vocale i (che si dice pleniter scripta), che ha la quantità vocalica lunga.